# Jake and the Never Land Pirates
Jake and the Never Land Pirates (Jake y los piratas del país de Nunca Jamás en Hispanoamérica y Jake y los piratas de Nunca Jamás en España) fue la primera serie animada de Disney Junior basada en la exitosa franquicia de Disney, Peter Pan. El ambiente tiene un modelado tridimensional combinado en los personajes con animación bidimensional. Jake es un niño pirata que junto a sus amigos Izzy y Cubby tienen un escondite en una isla cerca de El país de Nunca Jamás.

## Argumento
Cada historia comienza con Jake y sus amigos en la playa o en su escondite de la Isla Pirata, en medio de alguna actividad divertida, como una fiesta de cumpleaños, o jugando con algún objeto que llama la atención del Capitán Garfio, quien ve lo bien que Jake y su equipo la están pasando, e identifica el mencionado objeto como un tesoro del que debe apropiarse a toda costa.
Con la ayuda de los espectadores en casa, Jake y su equipo deben resolver los problemas como buenos piratas, durante una misión llena de acción para recuperar lo arrebatado por Garfio.
Para cada tarea terminada el equipo recibe doblones de oro y, al final de cada aventura, invariablemente frustran los planes del Capitán Garfio.
Esta historia está basada en Peter Pan pero Peter Pan no aparece casi nunca.  Garfio es muy impulsivo y hace todo mal a pesar de lo cual, el señor Smee sigue obedeciendo sus órdenes sin importar el qué.

## Personajes

### Personajes principales
- Jake (Colin Ford (Capítulos 1–36, 38–40 y 56), Cameron Boyce (Capítulos 37 y 41–59), y Sean Ryan Fox (Capítulo 60–presente): es el líder de los piratas de la Isla Pirata de Nunca Jamás. Es alguien muy valiente y simpático. Tiene 8 años de edad y posee una espada de madera, que le dio Peter Pan. Es el rival principal del Capitán Garfio.

- Izzy (Madison Pettis): es la única chica pirata en el grupo. Posee un pequeño saco de polvillo de hadas que le fue dado por Campanilla, pero solo lo utiliza en casos de emergencia. Tiene 7 años. Su dicho principal es "¡Eso sí que no!". En “el tesoro de las mareas”, Marina y Tormenta le hicieron una cola de sirena hecha de hojas de bananero, con la que puede nadar como sirena de verdad.

- Cubby (Ainhoa Martín): es el más pequeño del grupo, con 7 años. Tiene un mapa de Nunca Jamás. Su dicho principal "¡Ay, palmeras!" y "¡Rayos y truenos!". No es miembro de los Niños Perdidos, a pesar de que físicamente se asemeja a su grupo. Suele ser muy torpe. Tiene muchos miedos, pero siempre está dispuesto a ayudar a sus amigos.

- Skully (David Arquette): es un loro sabio de 19 años, y por lo tanto adulto, que actúa como el guardián del grupo. Se mantiene un puesto para el Capitán Garfio y el Sr. Smee. Su dicho principal es "¡Tormentas!".

- Bucky: es el barco pirata del grupo, con 51 años. Se mueve solo y toca su campana cuando está feliz. Tiene diferentes trucos, entre ellos un cañón que expulsa agua y un tobogán, e incluso se puede convertir en submarino.
- Peter Pan (Adam Wyllie): conocido como el niño que nunca creció.
- TinkerBell: es la amiga más cercana de Peter.
- Wendy Darling (Maia Mitchell): es la hermana mayor de la familia Darling. Tiene 12 años. Es una soñadora que le gusta contarle historias de Peter Pan sus hermanos, vive en Londres Inglaterra.
- John Darling (Elliot Reeve): Es el hermano del medio de la familia Darling. Tiene 7 años. Es un niño educado que le gusta jugar a los piratas.
- Michael Daling (Colby Mulgrew): Es el hermano menor de la familia Darling. Tiene 5 años. Tiene un osito que nunca se separa de él.

### Personajes secundarios
- Marina, la sirena (Ariel Winter): es una sirena que de vez en cuando ayuda a Jake y sus amigos en misiones acuáticas. Es simpática, dulce y amable. Tiene una estrella de mar llamada Sandy.
- Tomenta, la sirena (Allisyn Ashley Arm): es la hermana menor de Marina. Suele hacer surf y jugar con los animales. Le fascina las criaturas mágicas y ayudar a Cubby con sus mapas.
- Reina Coralie (Leigh-Allyn Baker): es la reina de las sirenas y emperatriz del mar nunca. Es compasiva, amable y dulce, a veces esnob y egocéntrica. Ella gobierna su reino con bondad y compasión. Durante su infancia fue a la academia de piratas y sirenas de nunca jamás, fue la alumna favorita de Mamá Garfio. En la actualidad es venerada por todas las criaturas del mar, pero la mayoría de los piratas creen que es una leyenda. Muchos piratas han tratado de pescarla para casarse con ella, pero muy pocos lo lograron.
- Princesa Pirata (Tori Spelling): es lo más cercano a la realeza que se ha visto en la serie. Fue hechizada por la Bruja del Mar y convertida en oro, pero Jake, Izzy y Cubby deshicieron el hechizo. Tiene una varita mágica que hace arcoíris.
- Niñera Nell (Jo Fox): es la niñera de la infancia del Capitán Garfio.
- Capitán Flynn (Josh Duhamel): Es el capitán de un barco con ruedas que surca los desiertos de Nunca Jamás, es colega de Jake y su pandilla pirata. Suelen ayudarse mutuamente.
- Jessica la Roja (Jane Kaczmarek): es la única pirata adulta que se ha visto en la serie, sin contar a Mamá Garfio. El Capitán Garfio está enamorado de ella. Vive en su propia isla llamada "isla escarlata", con su gata Rosie y su tigre Sasha.
- Mamá Garfio (Sharon Osbourne): Es la madre de Garfio y suele llamarlo "James", fue una pirata perfecta en su juventud y todavía recuerda sus días de pirata. Está muy orgullosa de su hijo. Durante su juventud fue la maestra de academia de piratas y sirenas de nunca jamás.
- Princesa Alas: Es una princesa pájaro, es la segunda más cercana a la realeza, comenzó como una amiga de Skully hasta que se coronó como princesa de la isla de las aves.
- Capitán Coloso: es el mayor Capitán que ha surcado el mar nunca y el héroe de Jake. Es el capitán del poderoso coloso, barco que le pertenece al capitán Jake en la cuarta temporada de la serie. Es mencionado por primera vez en la película "La gran conquista Del Mar nunca" cuando Jake, Garfio y sus tripulaciones estaban buscando el tesoro perdido del capitán Coloso que nadie había podido encontrar. La leyenda cuenta que hubo una batalla del rey Neptuno contra lord Braza y la traca, a la que El Capitán Coloso unió fuerzas con el rey. Ganaron, aunque desafortunadamente la traca hundió el barco del Capitán y no se supo nada de él ni del Capitán durante mucho tiempo. Tiempo después, cuando Lord Braza fue liberado, Jake utilizó su espada del destino para hacer emerger el barco y la espada lo convirtió en su capitán. Durante la cuarta temporada, el capitán Jake y sus amigos navegaron y tuvieron varias aventuras en el viejo barco, hasta que un día, se encontraron con Wildfire, el ave mascota del capitán Coloso que los guio hasta él, pero al llegar, el capitán Jake y sus amigos se dieron cuenta de que ya no era el capitán que había surcado los mares, sino que era un pirata viejo y abandonado, que estaba muy enfermo y débil. Con ayuda de Jake y sus amigos, recobró su fuerza, venció a la legión de piratas villanos y se volvió un gran amigo del capitán Jake y desde entonces navegan juntos.
- La Sirena Rubia (Tiffani Thiessen): Es una sirena que besó a Bones y aparece en diferentes episodios de la serie. Tiene como pasatiempos: ballet acuático, nadar y cantar.

### Antagonistas
- Capitán Garfio (Corey Burton): es el villano principal de la serie, siempre está buscando tesoros y deshacerse de Peter Pan.
- Señor Smee (Jeff Bennett): es el ayudante oficial del Capitán Garfio, junto con los piratas novatos Sharky y Bones. Parece ser el más apreciado por Garfio en la serie. Smee participa en todos los esquemas del Capitán Garfio y suele intentar detenerlo de robar las cosas de Jake, sin éxito alguno.

- Cocodrilo Tic Tac (Antonio Villar): es, al parecer, el máximo temor del Capitán Garfio, pues es el cocodrilo que se comió su mano y, aunque no colabora en los planes de Jake y sus amigos, estos ven más bien como a una ayuda (aunque con su debido temor) a este cocodrilo.

- Sharky y Bones: ambos son parte de la tripulación de Capitán Garfio, y algunas veces se hacen los torpes. A los dos les encanta la música y tocarla; son la Banda de Nunca jamás en los créditos de la serie.
- Lord Fathom: es un antiguo hechicero tritón mitad tiburon que intento gobernar el mar nunca, pero fue detenido por el Rey Neptuno y el Capitán Coloso y confinado al triángulo de las tortugas. Un tiempo fue liberaco accidentalmente y planeaba vengarse pero Jake lo derrotó dejándolo como un foragido.